# The Queen (film)
The Queen är en brittisk-fransk-italiensk biografisk dramafilm från 2006 med Helen Mirren i huvudrollen.

## Handling
Storbritanniens premiärminister Tony Blair har precis tillträtt sin nya post när den frånskilda Diana (tidigare gift med prins Charles) omkommer tillsammans med sin fästman i en bilolycka i centrala Paris i Frankrike den 31 augusti 1997.
Prinsessan Diana, som hon fortfarande kallas av folket, trots att hon efter skilsmässan fråntagits sin kungliga titel, är fortfarande en ikon för britterna. Högarna med blommor växer för varje timme utanför Buckingham Palace i London. Drottningen och hennes familj och hov är samtidigt bortresta till sitt sommarställe i Skottland, där Dianas söner sysselsätts med bland annat jakt för att inte behöva konfronteras med sin mammas plötsliga död.
Tony Blair, som äger den fingertoppskänsla drottningen saknar, försöker med vederbörlig aktning för sitt överhuvud att ändå påtala vikten av att drottningen uttalar sig om Dianas död och dessutom avbryter semestern och återvänder till London. Han påtalar även vikten av en statsbegravning vilket drottningen först motsätter sig eftersom hon inte ser Diana som en del av kungafamiljen längre, då hon skilt sig från hennes son Charles, prinsen av Wales. Mycket vatten hinner rinna under broarna innan drottningen ändå reser till London. Hon håller tydligt motvilligt ett TV-tal och besöker också platsen utanför slottet där blommorna nu blockerar den ordinarie infarten.
Ordningen i riket återställs i någon mån efter det att drottningen böjt sig för sitt folks vilja. Tony Blair avgår med såväl en moralisk som politisk seger. Och: han stiger i någon mån i aktning hos drottningen, som tidigare sett honom som en oerfaren stropp i arbetarepartiet (Labour).

## Rollista (urval)
| Helen Mirren   | – Drottning Elizabeth II |
| Michael Sheen  | – Tony Blair             |
| James Cromwell | – Prins Philip           |
| Helen McCrory  | – Cherie Blair           |
| Alex Jennings  | – Prins Charles          |
| Roger Allam    | – Robin Janvrin          |
| Sylvia Syms    | – Elizabeth Bowes-Lyon   |

## Om filmen
The Queen regisserades av Stephen Frears. Manusförfattare är Peter Morgan.
Helen Mirren tilldelades en Oscar för sin roll som drottning Elizabeth II vid Oscarsgalan den 25 februari 2007.
The Queen har visats i SVT, bland annat 2012, 2018 och i april 2021.